# Renato Cayetano
Renato Luna Cayetano, detto Rene (San Carlos, 12 dicembre 1934 – Muntinlupa, 25 giugno 2003), è stato un politico, conduttore televisivo e avvocato filippino.
Già avvocato di professione, entrò nel mondo della politica nella metà degli anni ottanta venendo eletto come membro dell'Assemblea Nazionale Regolare per il distretto legislativo di Taguig-Pateros-Muntinlupa. Dopo la rivoluzione del Rosario tornò ad esercitare la professione di avvocato e nel 1997 si cimentò nella conduzione del fortunato programma televisivo Compañero y Compañera, grazie al quale guadagnò l'attenzione pubblica e si candidò con successo alle elezioni per il Senato del 1998.
Capostipite della famiglia Cayetano, attiva nello scenario politico di Taguig, era il padre di Alan, Pia e Lino Cayetano.

## Biografia
Nacque il 12 dicembre 1934 a San Carlos, primogenito del meccanico Pedro Santiago Cayetano e della docente Julianna Cabrera-Luna. 
Dopo aver frequentato la Pateros Elementary School e la Rizal High School, Cayetano conseguì la laurea in scienze politiche e diritto presso l'Università delle Filippine, dovendo anche lavorare per sostenersi economicamente. Successivamente gli venne data la possibilità di proseguire gli studi presso l'Università del Michigan negli Stati Uniti d'America grazie ad una borsa di studio: qui completò un corso in pubblica amministrazione, oltre a conseguire un master universitario in giurisprudenza e infine un dottorato di ricerca. In America conobbe altresì la futura moglie Sandra Schramm, anch'essa studentessa universitaria.